# Melitta (Unternehmen)
Die Melitta Group Management GmbH & Co. KG ist die Konzernobergesellschaft der Melitta-Unternehmensgruppe mit Sitz im ostwestfälischen Minden.
Melitta ist für den von ihr patentierten Kaffeefilter bekannt. Unter ihrem Dach werden Artikel für den täglichen Haushaltsbedarf sowie für Gastronomie und Großverbraucher produziert und vermarktet. Melitta ist ein Familienunternehmen, das von Jero Bentz, der zur Gründerfamilie gehört, sowie dem familienfremden Mitglied Katja Möller geführt wird.

## Geschichte

### Gründung und Anfangszeit

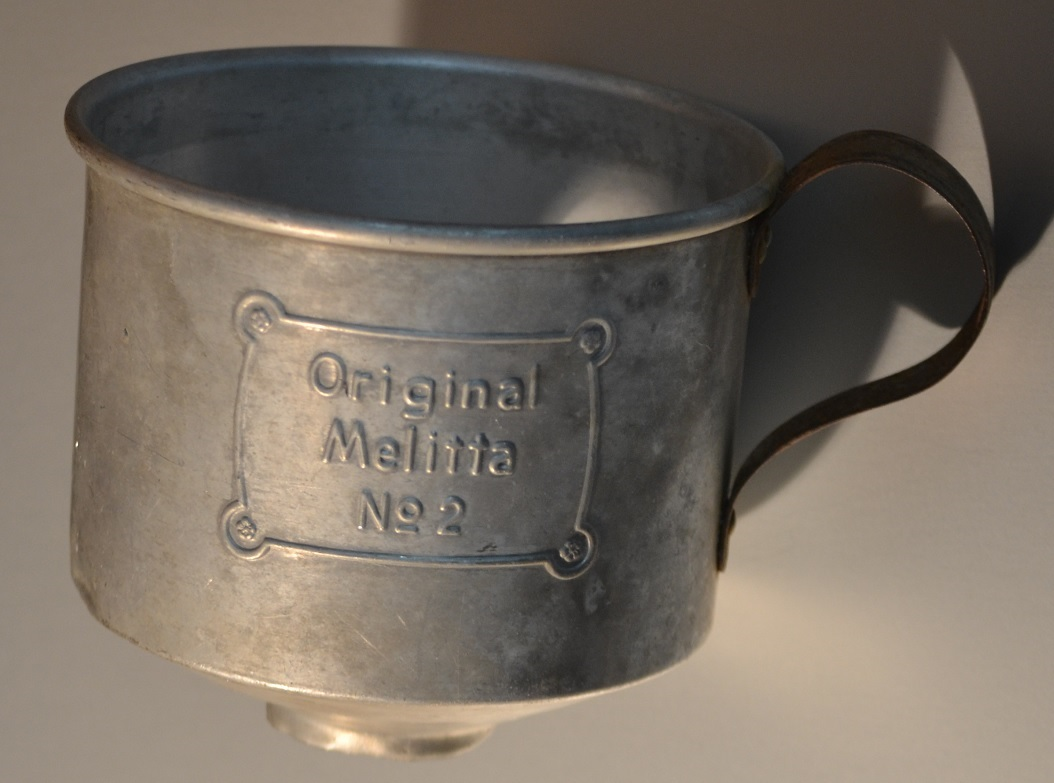
Früher Melitta-Filter aus Aluminium für rundes Filtrierpapier

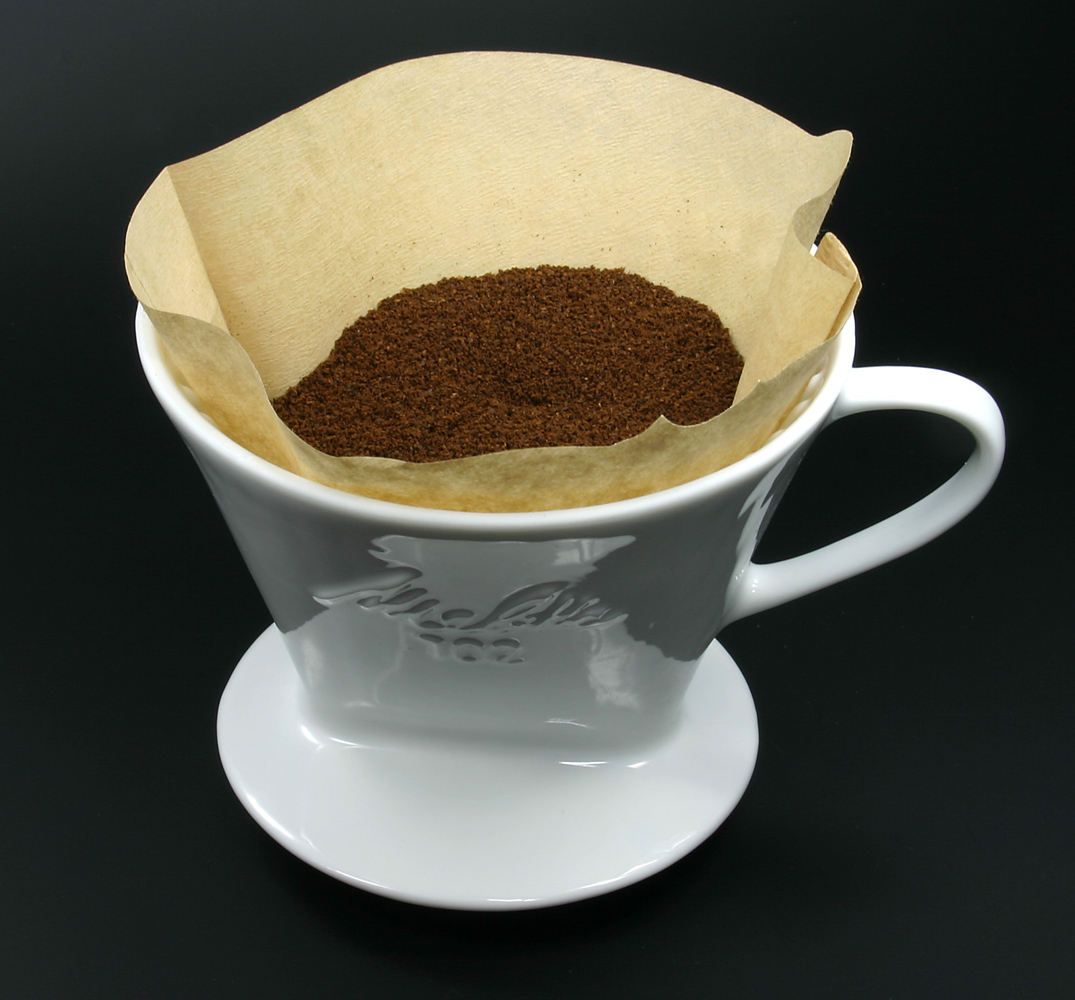
Melitta-Kaffeefilter mit Filtertüte (Form ab 1938 bis heute)

Der Firmenname Melitta geht zurück auf Amalie Auguste Melitta Bentz aus Dresden, die Erfinderin des Einweg-Kaffeefilters. Damalige Methoden der Kaffeezubereitung verwendeten ein herkömmliches Sieb, in das ein Leinentuch oder ausgeschnittenes Löschpapier eingesetzt wurde. Bentz entwickelte 1908 die Idee für einen Filtertopf mit passenden, kreisrunden Filtrierpapier-Scheiben. Hierfür experimentierte sie mit einer durchlöcherten Konservendose und ausgeschnittenem Löschpapier.
Am 20. Juni 1908 wurde ein optimierter Filter unter der Nr. 347895 beim Kaiserlichen Patentamt zu Berlin in die Gebrauchsmusterrolle eingetragen als „Kaffeefilter mit nach unten gewölbtem, mit einem Abflussloch versehenem Boden und lose einliegendem Siebe“. Die zylindrischen Gefäße bestanden zunächst aus Aluminium und trugen die Prägung „Original Melitta No. 2“. Es war ein kreisrundes Blatt Einweg-Filtrierpapier einzulegen. Ein Filtergerät von Melitta kostete damals 1,25 Mark. Auf der internationalen Hygieneausstellung im Jahr 1910 in Dresden gewann der Filtrierapparat erste Preise.
Melitta Bentz’ Mann Hugo Bentz betrieb seit 1906 ein Haushaltswarengeschäft. Zusammen gründete das Ehepaar 1909 ein Kommissionsgeschäft für Haushaltswaren, das dem Vertrieb der 1908 angemeldeten Kaffeefilter diente. Das Unternehmen wuchs schnell und Melitta Bentz entwickelte daraufhin weitere Produkte wie Sparbüchsen, Rasierapparate, Konservengläser und Fruchtsaftfilter. Der Markenname Melitta und die Farbkombination aus Rot und Grün im Logo wurden als Warenzeichen geschützt.

### Erster Weltkrieg
Während des Ersten Weltkriegs wurde das Unternehmenswachstum vorübergehend durch Papierknappheit und eine Einfuhrsperre für Kaffee gebremst. Hugo Bentz und sein Sohn dienten als Soldaten an der Front, während Melitta Bentz die Familie durch den Verkauf von Kartonage ernährte. Nach Kriegsende 1918 erlebte das Unternehmen einen erneuten Aufschwung und begann, in die Schweiz und in die Tschechoslowakei zu exportieren.

### Zwischenkriegszeit
1919 trat Sohn Willy, 1929 in Minden dann auch der zweite Sohn Horst in das Geschäft ein, das sich fortan Bentz & Sohn nannte. Während der Weltwirtschaftskrise 1923 prägte Melitta das Logo Melitta-Werke A.G. Außerdem wurde aus der Gesellschaft Bentz & Sohn eine Familien-Aktiengesellschaft. 1929 zog die Firma von Dresden nach Minden um, aufgrund der Erhöhungen der Gewerbesteuer und mangelnder geeigneter Räumlichkeiten in Dresden. Die Stadt Minden erließ Melitta für die ersten fünf Jahre die Realsteuern. In Minden leitete Horst Bentz die Melitta-Filterwerke über 50 Jahre lang von 1929 bis 1980.
1932 zogen sich Melitta und Hugo Bentz aus dem aktiven Geschäft zurück und ihre Söhne übernahmen die Geschäftsleitung, außerdem wurde das Unternehmen umbenannt und der Vorname der Erfinderin Melitta wurde zum Firmennamen. Im selben Jahr wurde ebenfalls der sog. Schnellfilter mitsamt dem Filterpapier auf dem Markt eingeführt. Die Belegschaft wuchs von 85 Mitarbeitern im Jahr 1929 auf 232 Mitarbeiter im Jahr 1933 an.
Im Jahre 1937 wurde die nach unten spitz zulaufende Filtertüte und der dazugehörigen, mit Ablaufrillen versehenen Aufsatz patentiert und am Markt eingeführt.

### Zweiter Weltkrieg
In der Zeit des Nationalsozialismus unterstützte die Firma die Nationalsozialisten, Horst Bentz trat 1933, wenige Monate nach der Machtergreifung, in die NSDAP ein und wurde Mitglied der SS. Im April 1942 trat er in den Rang eines SS-Obersturmführers. Willy Bentz hingegen wurde nicht Mitglied. Während des Krieges wurde die Herstellung von Kaffeefiltern verboten, stattdessen fertigte Melitta Munitionsgurte, Pfannen und Töpfe an. 1939 erhielt Melitta ein „Gaudiplom für hervorragende Leistungen“ und 1941, 1942 und 1943 die „Goldene Fahne“ zum Nationalsozialistischen Musterbetrieb. Das Unternehmen beschäftigte Zwangsarbeiter. 1999 beteiligte sich der Konzern am Zwangsarbeiter-Fonds der deutschen Wirtschaft und zahlte in die Stiftung „Erinnerung, Verantwortung und Zukunft“ ein. In dieser Zeit wuchs die Firma, es wurden Zweigwerke in Karlsbad und Düren gegründet.
Nach dem Krieg wurde Horst Bentz inhaftiert und einem Entnazifizierungsverfahren unterworfen, währenddessen führten Willy und Melitta Bentz das Unternehmen weiter. Horst Bentz sagte aus, dass er die SS nur finanziell unterstützt habe und deswegen zum Ehrenmitglied ernannt worden sei. Nach dem Gerichtsurteil von 1948 erhielt er laut dem Unternehmen „volle Bewegungsfreiheit und Verfügung über sein Vermögen“ und konnte ohne Einschränkung wieder die Leitung bei Melitta übernehmen, mit der Begründung, er sei für den Wiederaufbau der Melitta-Werke unentbehrlich. Andere Quellen sprechen davon, dass er zu einer Geldstrafe von 15.000 Reichsmark verurteilt wurde und nur unter Auflagen (Vermögenssperre, Beschäftigung als Hilfsarbeiter) nach Minden zurückkehren durfte. Der Mindener „Denazification Panel“ stufte Horst Bentz im September 1949 als „Mitläufer“ (Kategorie 4) ein. Das Werk war bis 1957 durch die britische Besatzungsmacht beschlagnahmt, der Betrieb auf mehrere Produktionsstätten in der Umgebung verteilt.
Die Aufarbeitung der Zusammenarbeit mit dem NS-Regime während des Zweiten Weltkrieges erschien in dem 2008 im Verlag Geschichtsbüro veröffentlichten Buch 100 Jahre Melitta. Geschichte eines Markenunternehmens.

### Nachkriegszeit

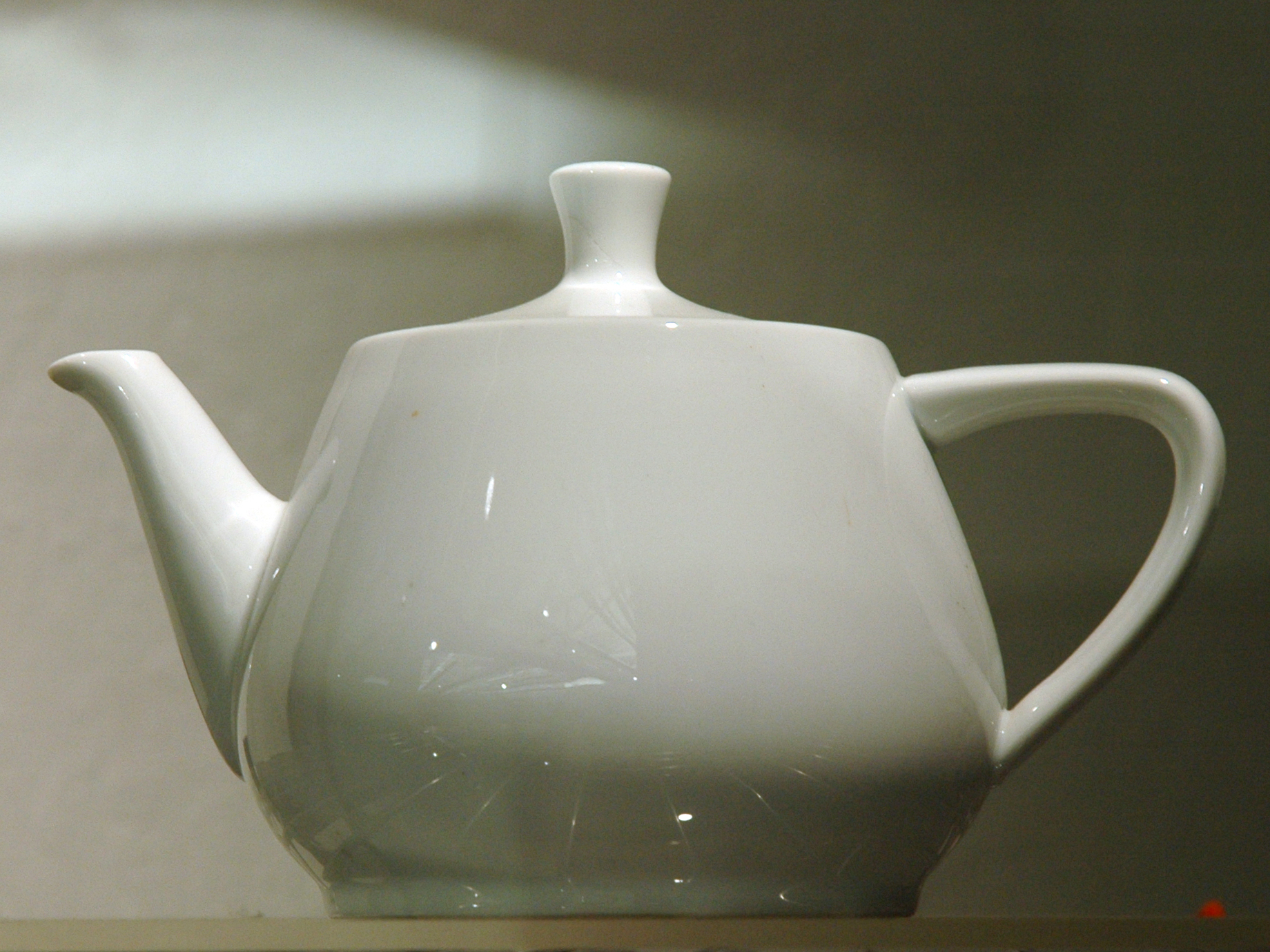
Die Melitta-Teekanne war die Vorlage für den berühmten Utah teapot und wird darum im Computer History Museum ausgestellt.

1952 trennten sich die beiden Brüder: Willy Bentz übernahm von Heinrich Arthur Hoesch die von dessen Großvater Ludolf Matthias Hoesch errichtete Papierfabrik Friedenau in Düren-Kreuzau, Horst Bentz das Werk in Minden und expandierte dort weiter. Während der Fünfziger- und Sechzigerjahre baute er das Kaffeegeschäft aus, stieg in den Verkauf von Haushaltswaren ein und kaufte mehrere Unternehmen, wie z. B. die Schokoladenfabrik Haller, einen Porzellanhersteller, den Saftproduzenten Granini und den Zigarrenproduzenten Dannemann.
1953 wurde die Porzellanfabrik Friesland als Zweigniederlassung der Melitta-Werke Bentz & Sohn (ab 1979 „Porzellanfabrik Friesland Bentz KG“) in Varel gegründet; 1991 trennte sich Melitta von dieser Tochtergesellschaft, die auch weiterhin Melitta-Porzellanfilter herstellte. Ab den 1960er Jahren wurden das Melitta-Porzellan und andere Produkte wie Süßigkeiten und Kaffee eingeführt. Melitta produzierte als erster Hersteller filterfein gemahlenen und vakuumverpackten Kaffee. Ab 1965 vertrieb Melitta außerdem den Wigomat, die erste Filterkaffeemaschine, unter eigenem Namen und abgewandeltem Gehäuse als Melitta MA 120; das Unternehmen war somit auch erstmals im Vertrieb von Kaffeemaschinen tätig.
Ebenfalls in den 1960er Jahren gründete Melitta Niederlassungen in den USA, Kanada und Brasilien. 1966 wurde die von Carl Ronning (1863–1949) gegründete Bremer Großrösterei Carl Ronning GmbH übernommen. 1967 übernahm Melitta die von Heinz Schürmann gegründete Firma Granini (welche heute zu Eckes gehört).
Ende der 1960er Jahre kam es zu Auseinandersetzungen mit den Gewerkschaften um die Einführung der 40-Stunden-Woche, die erst in den 1970er Jahren mit Übernahme der tariflichen Vereinbarungen abebbten. Die Söhne Jörg, Thomas und Stephan Bentz übernahmen das Unternehmen 1981 und führten eine Umstrukturierung durch. Sie sortierten die Produktpalette aus und ordneten die Produkte neuen Marken zu. Es blieben die Filtertüten, das Röstkaffeegeschäft in Europa, Brasilien und den USA, die Kaffeemaschinen sowie das Geschäft mit den Marken Swirl und Toppits. Die Marke Melitta stand nun einzig für die Produkte rund um Kaffee und Kaffeezubereitung. Einzelne Unternehmensteile wurden rechtlich selbständig in einer Holding zusammengefasst. Es fand ein Konzentrationsprozess statt, der auch zu Stellenabbau führte: waren Ende der 1980er Jahre noch 7300 Mitarbeiter beschäftigt, waren es 1993 noch etwa 5900.
1990 wurde die rechtliche Struktur der Unternehmensgruppe grundlegend verändert. An der Spitze des Konzerns stand nun die Melitta Unternehmensgruppe Bentz KG, alle anderen Beteiligungsgesellschaften wurden nachgeordnet. Außerdem nannte die Gruppe ihre Melitta-Werke Bentz & Sohn in Melitta-Haushaltsprodukte GmbH & Co. KG um. 1995 wurde der Staubsaugerbeutel-Hersteller West-Clean AB in Lilla Edet, Schweden, erworben, die Produktion 2000 aber eingestellt. 1999 erzielte der Melitta-Konzern einen konsolidierten weltweiten Umsatz von 2,125 Mrd. DM (1,087 Mrd. Euro), davon 1,716 Mrd. DM (877 Mio. Euro) in der EU und 1,206 Mrd. DM (617 Mio. Euro) im Inland.

### 2000er Jahre
Am 21. Juni 2000 untersagte das Bundeskartellamt aufgrund einer Verstärkung der einzelmarktbeherrschenden Stellung auf dem Markt für Staubsaugerbeutel den Zusammenschluss der Bentz Beteiligungs KG oder einer ihrer Tochterunternehmen mit der belgischen Airflo Europe N.V. sowie den Erwerb von Anteilen und den hiermit verbundenen Sonderrechten an dem zu gründenden Gemeinschaftsunternehmen durch Gesellschafter und/oder Unternehmen der Schultink-Gruppe, zu der die Airflo gehört.
2013 wurde die Geschäftsleitung an Jero Bentz, den Sohn von Jörg Bentz, übergeben. Drei Jahre zuvor war Volker Stühmeier als erster familienfremder Manager in die Geschäftsleitung eingetreten. Zum 1. Juli 2025 folgte Katja Möller auf Volker Stühmeier.
2020 stellte die Firma im Rahmen der COVID-19-Pandemie Nasen- und Mundschutzmasken her. Die Masken bestanden aus einem dreilagigen Vlies und wurden international produziert. Melitta spendete die erste Million Masken an Gesundheitseinrichtungen.

## Unternehmensstruktur

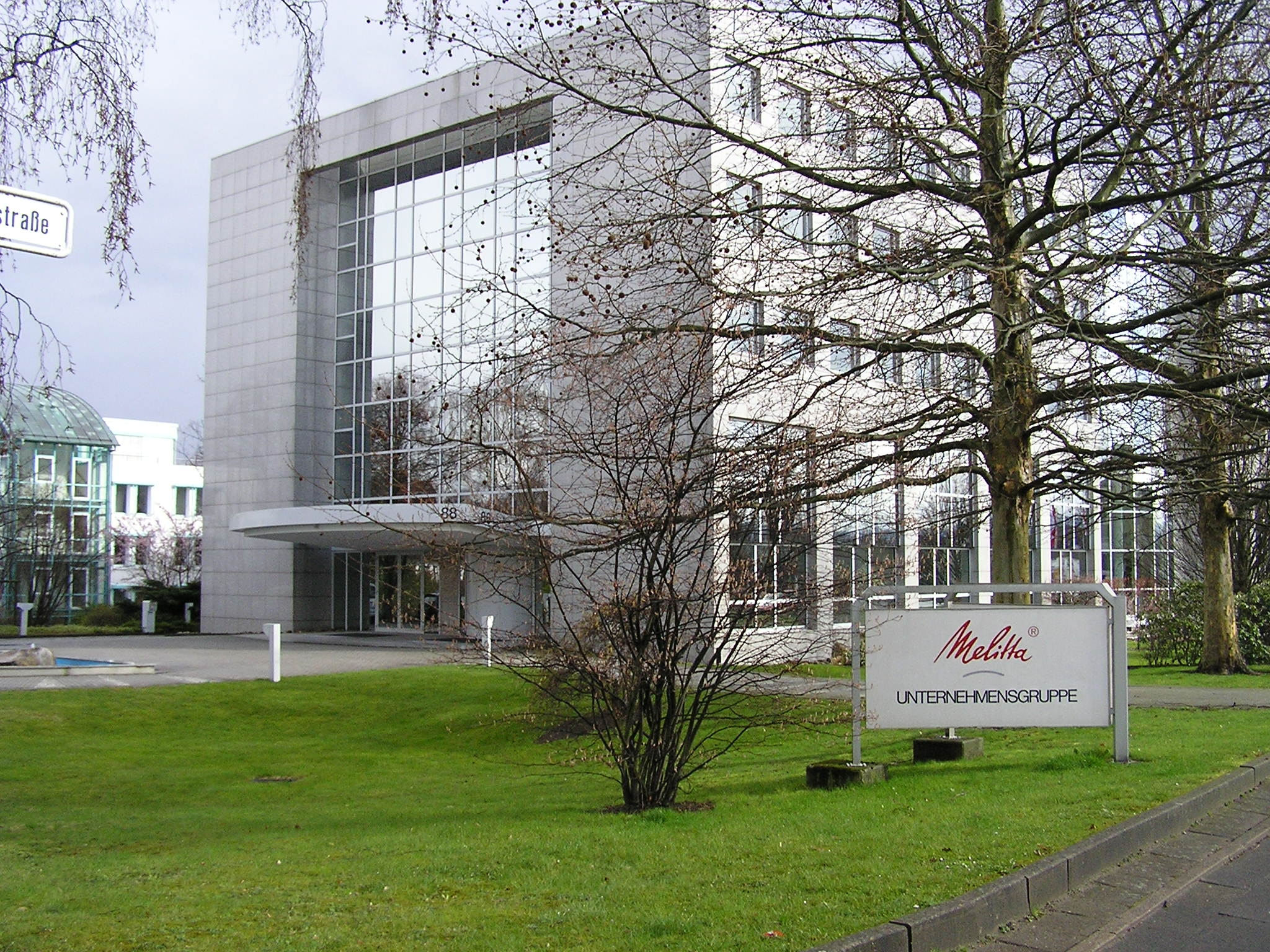
Seit 1990: die Zentrale von Melitta in Minden

Die Melitta-Gruppe erwirtschaftete im Jahr 2022 einen Umsatz von 2,285 Mrd. Euro und beschäftigte insgesamt 5957 Mitarbeiter. Ihr Hauptsitz ist seit 1929 in Minden.
Melitta hat verschiedene Einheiten in ihrer Unternehmensgruppe: Melitta Group Management, Melitta Europa, Melitta Südamerika, Melitta Nordamerika, Melitta Single Portions, Melitta Business Service Center, Cofresco, Wolf PVG, Neu Kaliss Spezialpapier, Melitta Professional Coffee Solutions, ACW-Film, Coffee at work und 10x Innovation. In diesen Einheiten bestehen über 70 Tochtergesellschaften an 60 Standorten. Außerhalb Europas ist Melitta mit Gesellschaften in Brasilien, Nord- und Südamerika sowie Asien tätig.

## Produkte
Die Unternehmen von Melitta sind gegliedert in die drei Geschäftsbereiche Kaffee, Kaffeezubereitung und Haushaltsprodukte. Den größten Anteil am Gesamtumsatz macht die Sparte Kaffee mit 1,1 Mrd. Euro Umsatz aus, gefolgt von Haushaltsprodukten mit 635 Mio. und Kaffeezubereitung mit 549 Mio. Euro.
Das Geschäftsfeld Kaffee umfasst Kaffeebohnen, Filterkaffee und Instant-Kaffee im In- und Ausland. Über die Marke Avoury wird Tee angeboten und über Roastmarket.de betreibt Melitta zudem einen Onlinehandel für Kaffee. Zum Geschäftsfeld Kaffeezubereitung gehören Kaffeefilter, Filterkaffeemaschinen, Kaffeevollautomaten, Wasserkocher oder auch Milchaufschäumer, insbesondere unter den Marken Melitta und Cafina.
Melitta bietet neben Kaffee und Produkten für die Kaffeezubereitung auch Lebensmittelfolien, Verpackungsfolien, Spezialpapiere und Vliese, Produkte für Sauberkeit im Haushalt, Müll-, Gefrier- und Brotbeutel und Staubsaugerzubehör an. Hierbei vertreibt Melitta über das Unternehmen Cofresco verschiedene B2C-Marken wie Swirl, Albal, Handy Bag und Toppits. Außerdem vertreibt es die B2B-Marken Caterwrap, Wolf PVG und Wrapmaster.

Melitta
Cafina
Swirl
Toppits
Handy Bag
Albal

## Nachhaltigkeit und soziales Engagement
Da Melitta mehrere Produkte für die einmalige Verwendung anbietet, werden vor allem in Bereichen wie Recycling Maßnahmen zur Nachhaltigkeit getroffen. 2018 gründete Melitta die Initiative Fair Recycled Plastic und die Recyclingfirma Vishuddh Recycle im indischen Bengaluru. Von sogenannten Waste Pickern, die dort verwertbaren Müll sammeln, kauft das Unternehmen recyclebares Plastik. Aus diesem produziert Melitta anschließend Granulat für neue Cofresco-Folien, aus denen dann beispielsweise die Müllbeutel der Marken Swirl und Handy Bag aus 100 % Post-Consumer-Rezyklat hergestellt werden. Für dieses Projekt wurde Melitta 2023 für den Deutschen Nachhaltigkeitspreis nominiert.
Weiterhin führte Melitta Projekte zur nachhaltigen Kaffeeproduktion durch, einschließlich einer Zusammenarbeit mit der Hanns R. Neumann Stiftung. Gemeinsam unterstützen sie Farmgemeinschaften bei der Umwandlung von organischen Abfällen aus der Kaffeeproduktion in Dünger, was den Kunstdüngereinsatz reduziert und die Rentabilität des Kaffeeanbaus steigert.
Beim Einkauf gehört Melitta zu den acht größten Rohkaffeekäufern, bei welchen der Großteil des gekauften Kaffees den Nachhaltigkeitsstandards der Global Coffee Platform (GCP) entspricht. Der Anteil an nachhaltigem Rohkaffee stieg von 36 % im Jahr 2018 auf etwa 70 % im Jahr 2022.

## Preisabsprachen und Kartellbildung
Im Dezember 2009 verhängte das Bundeskartellamt wegen unerlaubter Preisabsprachen unter anderem gegen die Melitta Kaffee GmbH Bremen eine Geldbuße. Melitta wurde vorgeworfen, seit 2000 einem Kaffeekartell angehört zu haben.
Im Juni 2010 wurde dem Deutschen Kaffee-Verband Hamburg vom Bundeskartellamt vorgeworfen, mit einer Pressemitteilung im Februar 2005 ein Kartell von Kaffeeunternehmen gefördert zu haben, weswegen ein Bußgeld von bis zu 90.000 Euro verhängt wurde. Zu den beteiligten Kaffeeröstereien gehörten auch Melitta System Service. Diesem Unternehmen wurden die Geldbuße wegen seiner Kooperation bei der Aufklärung der Vorwürfe reduziert.
Im Oktober 2011 wurde eine erneute Beteiligung des Unternehmens an einem Kartell festgestellt. Das Kartell hatte zum Jahreswechsel 2007/2008 bei Instant-Cappuccino eine Preiserhöhung abgesprochen, die je Packung 20 bis 40 Cent ausmachte. Da das Bußgeldverfahren auf Antrag der Melitta Kaffee GmbH eingeleitet wurde, die damit als Kronzeuge fungierte, wurde gegen sie keine Geldbuße erlassen.
Im Februar 2024 verhandelte das Oberlandesgericht Düsseldorf eine Kartellschadensklage von Bartels-Langness (Bela) gegen Melitta, welche zuvor vom Landgericht Dortmund in erster Instanz zurückgewiesen worden war. Am Ende der Verhandlung legte der Richter Bela nahe, die Berufung einzustellen, da kein finanzieller Schaden nachweisbar wäre.

## Auszeichnungen
- 2016: Auszeichnung mit dem Siegel „Fair Company“ von karriere.de, einem Portal des Handelsblatt und der Wirtschaftswoche[52]
- 2016: 1. Platz als „attraktiver Arbeitgeber“ von dem Magazin Focus in der Branche „Lebens- und Genussmittel“ in der Kategorie mittelgroße Unternehmen[52]
- 2022: Lean & Green Award für die Senkung von Emissionen in der Logistik, verliehen durch GS1[53]
- 2023: Nominierung für den Deutschen Nachhaltigkeitspreis[41]